# Xanthocanace seoulensis
Xanthocanace seoulensis är en tvåvingeart som beskrevs av Ichiro Miyagi 1963. Xanthocanace seoulensis ingår i släktet Xanthocanace och familjen Canacidae. Inga underarter finns listade i Catalogue of Life.